# Ритховен
Ритховен (нидерл. Riethoven) — деревня в голландской провинции Северный Брабант, муниципалитет Бергейк, около 15 км к юго-западу от Эйндховена. Соседний посёлок Валик обычно считается частью Ритховена. Первоначально Ритховен назывался Рийтховен, но со временем он изменился на Ритховен. По-голландски название означает «фермы у реки Рийт».
Ритховен был отдельным муниципалитетом до 1997 года, когда он стал частью Бергейка.
Разговорный язык — кемпенландский (Восточно-брабанский диалект, очень похожий на стандартный голландский).

## Известные люди
- Мартин Ритовиус (1511 г.), первый епископ Ипра.
- Хенк ван Гервен (1955 г.), политик
- Уилберт Дас (1963 г.), модельер

## Рекомендации
1. ↑  Jos & Cor Swanenberg: Taal in stad en land: Oost-Brabants, ISBN 9012090105